# Tizi Gheni
Tizi Ghenida é um distrito da província de Tizi Ouzou, Argélia. Em 2008, sua população era de 47 099 habitantes.